# Orde van Militaire dapperheid en Verdienste
De Orde van Militaire dapperheid en Verdienste (Bulgaars: Орден За воинскую доблесть и заслуги) werd in 1974 ingesteld.
De orde kende twee graden.
Het kleinood is een ruit van zilver of goud waarop een zilveren of gouden ruit met rood emaille is gelegd. Op deze ruit zijn een medaillon met de afbeelding van de Bulgaarse leeuw op de Bulgaarse vlag en een gouden palmtak gelegd. Op de ring rond het medaillon staat "НРБ ЗА ВОЕННА ДОБЛЕСТ И ЗАСЛУГА".
Het lint was groen met een middenstreep de kleuren van de Bulgaarse vlag en de onderscheiding werd aan een vijfhoekig lint op de borst gedragen.